# جان ویویان (مورخ)
جان ویویان (به انگلیسی: John Vivian) (متولد ۱۷۲۹– درگذشت ۱۷۷۱) استاد تاریخ مدرن (منصوب پادشاه) در دانشگاه آکسفورد بین سال‌های ۱۷۶۸ تا ۱۷۷۱ بود. او پسر ویلیام ویویان از شهر پادستو بود که عضو کالج بالیول دانشگاه آکسفورد در سال ۱۷۵۰ میلادی شد.